# Gabriele De Rosa
Gabriele De Rosa (Castellammare di Stabia, 24 giugno 1917 – Roma, 8 dicembre 2009) è stato uno storico, politico e scrittore italiano.

## Biografia
Dopo aver conseguito la laurea in giurisprudenza all'Università di Torino, nel 1941 fu chiamato alle armi allo scoppio della Seconda guerra mondiale, partecipando, nel 1942, alla battaglia di El Alamein, sulla quale, in seguito, scrisse un resoconto intitolato "La passione di El Alamein".
Rientrato in Italia, durante una degenza in ospedale a Roma, si dichiarò profondamente influenzato dalla lettura del breve saggio di Benedetto Croce Perché non possiamo non dirci "cristiani", che – secondo sue testuali parole – gli aprì «una finestra di speranza per il futuro dell'Italia».
Ricercato per il suo ruolo di collegamento con la Resistenza trovò rifugio in casa dei futuri suoceri. Dal matrimonio con Gabriella Torresi ebbe tre figli Laura, Eugenio e Marco.
Costituì, quindi, una formazione politica cristiano-sociale che, il 9 settembre 1944, confluì nel partito della Sinistra Cristiana, insieme al Movimento dei Cattolici Comunisti di Franco Rodano e Adriano Ossicini. Allo scioglimento della Sinistra Cristiana (17 dicembre 1945), De Rosa aderì al PCI e entrò come redattore a l'Unità. Decisivo per la sua formazione fu il successivo incontro con Luigi Sturzo.
Nel 1949, in seguito al decreto di scomunica ai comunisti emanato da Pio XII, De Rosa, dovendo scegliere tra l'ortodossia e il partito, lasciò il PCI per la Democrazia Cristiana, aderendo all'ala di sinistra legata a Giuseppe Dossetti.
Nel 1958 conseguì la libera docenza e nel 1961 vinse, insieme a Giovanni Spadolini e ad Aldo Garosci, il concorso (della cui commissione fecero parte Giuseppe Maranini, Rodolfo Mosca, Franco Valsecchi, Mario Toscano) per la prima cattedra di Storia contemporanea in Italia, disciplina che insegnò nelle università di Padova, di Salerno (di cui fu primo rettore) e di Roma.
La sua attività di storico si concentrò soprattutto sul movimento cattolico in Italia e sulla Democrazia Cristiana: fu autore di saggi su Alcide De Gasperi e Luigi Sturzo, col quale strinse amicizia nel 1954 (e in seguito curandone diversi epistolari). Ha pubblicato numerosi saggi di storia religiosa e sociale, nonché manuali per le scuole medie e superiori.
Fu eletto senatore della Repubblica Italiana nella X e nella XI Legislatura; nel 1993 rivestì il ruolo di capogruppo della Democrazia Cristiana. Nella XII fu eletto deputato per il PPI.
Dal 1979 alla morte (2009) fu presidente dell'Istituto Luigi Sturzo di Roma.
Morì a Roma l'8 dicembre 2009, a 92 anni.
La sua amplissima biblioteca è confluita con quella dell'Istituto Luigi Sturzo formando dal 2011 la "Biblioteca Gabriele De Rosa".

## Premi e riconoscimenti
- Nel 1978 ha ricevuto il Premio Sila sezione saggistica per Biografia di Luigi Sturzo.[10]

## Opere
- L'Azione Cattolica. Storia politica dal 1874 al 1904, Collana Libri del tempo n.9, Bari, Laterza, 1953.
- L'Azione Cattolica. Storia politica del 1905 al 1918, Collana Libri del tempo n.19, Bari, Laterza, 1954.
- Giolitti e il fascismo in alcune sue lettere inedite, Roma, Edizioni di Storia e Letteratura, 1957. - riedito nel 2010.
- Storia del Partito Popolare, Collana Libri del tempo n.48, Bari, Laterza, 1958.
- Filippo Meda e l'Età Liberale, Firenze, Le Monnier, 1959.
- Rufo Ruffo della Scaletta e Luigi Sturzo, Roma, Storia e Letteratura, 1961.
- Storia del movimento cattolico, Bari, Laterza, 1962.
- I gesuiti in Sicilia e la rivoluzione del '48, Collana Politica e Storia, Roma, Edizioni di Storia e Letteratura, 1963.
- Antifascismo e resistenza, Milano, edizioni ares, 1966.
- Storia del Partito Popolare Italiano, Bari, Laterza, 1966.
- Giuseppe Sacchetti e la pietà veneta, Studium, 1968.
- Il movimento cattolico in Italia. Dalla Restaurazione all'età giolittiana, Collana Biblioteca Universale n.153, Bari, Laterza, 1970.
- Roma capitale, Istituto Nazionale di Studi Romani, 1972.
- Territorio e società nella storia del Mezzogiorno, (con A. Cestaro), Collana Esperienze, Napoli, Guida, 1973.
- Le rivoluzioni nell'età contemporanea, Minerva Italica, 1974.
- L'utopia politica di Luigi Sturzo, Collana Biblioteca di storia moderna, Brescia, Morcelliana, 1975.
- Chiesa e religione popolare nel Mezzogiorno, Collana Biblioteca di Cultura Moderna, Bari, Laterza, 1978.
- Luigi Sturzo, Collana La vita sociale della nuova Italia n.27, Torino, UTET, 1978.
- Sturzo mi disse, Biblioteca di storia contemporanea, Brescia, Morcelliana, 1982.
- Tempo religioso e tempo storico, Roma, Storia e Letteratura, 1987.
- Il Mezzogiorno spagnolo tra crescita e decadenza, Collana La Cultura n.48, Milano, Il Saggiatore, 1987.
- Da Luigi Sturzo a Aldo Moro, Biblioteca di storia contemporanea, Brescia, Morcelliana, 1988, ISBN 978-88-372-1340-4.
- Il Partito Popolare Italiano, Bari, Laterza, 1988.
- Storie di santi, Collana Quadrante n.34, Roma-Bari, Laterza, 1990, ISBN 88-420-3626-9.
- Tempo religioso e tempo storico. Saggi e note di storia sociale e religiosa dal Medioevo all'età contemporanea II, Roma, Storia e Letteratura, 1993.
- Dalla Preistoria a Roma Repubblicana. Corso di storia per il biennio, Milano,  Minerva Italica, 1996.
- La transizione infinita. Diario politico (1990-96), Collana Storia e Società, Roma-Bari, Laterza, 1997, ISBN 978-88-420-5121-3.
- Tempo religioso e tempo storico. Saggi e note di storia sociale e religiosa dal Medioevo all'età contemporanea III, Roma, Storia e Letteratura, 1998, ISBN 978-88-87114-13-3.
- La storia che non passa. Diario politico (1968-1989), a cura di S. Demofonti, Collana Saggi n.47, Rubbettino, 1999, ISBN 978-88-7284-592-9.
- La crisi dello Stato liberale in Italia, Studium, 2000, ISBN 978-88-382-3104-9.
- La passione di El Alamein. Taccuino di guerra 6 settembre 1942 - 1º gennaio 1943, Collana Saggine n.59, Roma, Donzelli, 2002, ISBN 978-88-7989-756-3.
- La storia. Dal Trecento al Seicento, Milano, Minerva Scuola, 2002.
- La storia. Dalla metà del Seicento all'Ottocento, Milano, Minerva Scuola, 2002.
- La storia. Il Novecento, Milano, Minerva Scuola, 2002.